# Oleksandr Saliuk
Oleksandr Saliuk jr. (Aleksandr Saluk jr.), né le 16 juillet 1978 à Kiev, est un pilote de rallye kazakh (depuis 2013), auparavant ukrainien.

## Biographie
Sa carrière débute en 1998 (avec Oleksandr Gorbik pour copilote jusqu'en 2006), sur Lada Samara.
Son meilleur résultat en WRC est une 8e place obtenue lors du rallye d'Australie en 2011 (3e alors en catégorie Production) avec le Mentos Ascania Racing team (sur Mitsubishi Lancer Evo IX).
En 2013, il évolue sur Škoda Fabia S2000 dans plusieurs championnats européens.

## Palmarès(au 31/12/2013)

### Titres
- Vainqueur de l'European Rally Cup, en 2013 ;
- quintuple Champion d'Ukraine des rallyes, en 2006, 2007, 2009, 2010 et 2012 (sur Mitsubishi Lancer Evo VII (1), IX (3) et X (1)) ;
- vainqueur de la classe N4 du championnat d'Ukraine des rallyes, en 2006, 2007, 2009 et 2010 (sur Mitsubishi Lancer Evo VII (2) puis IX (2)) :
  - vice-champion d'Ukraine des rallyes, en 2011 et 2013 ,
  - 3e du championnat de Bulgarie des rallyes, en 2013.

## Victoires notables
- Rallye de Yalta, en 2007, 2009 et 2013;
- Rallye de Bulgarie, en 2013.